# Prostitution au Japon

Prostitution à Ahiduoka au Japon, vers 1890. Kusakabe Kimbei.

La prostitution au Japon a fait l'objet de réglementations dès le début du XVIIe siècle, au cours de l'époque d'Edo (env. 1600-1868). Une loi concernant le quartier de Yoshiwara tendait à criminaliser l'activité des prostitués et les contraignait à se faire enregistrer auprès des pouvoirs publics. Cette loi qui réglementait la prostitution était avant tout un moyen pour le pouvoir de s'assurer des rentrées fiscales. Les prostituées étaient hiérarchisées afin que leurs clients puissent faire appel à leurs services en fonction de la position sociale qui était la leur dans la ville.

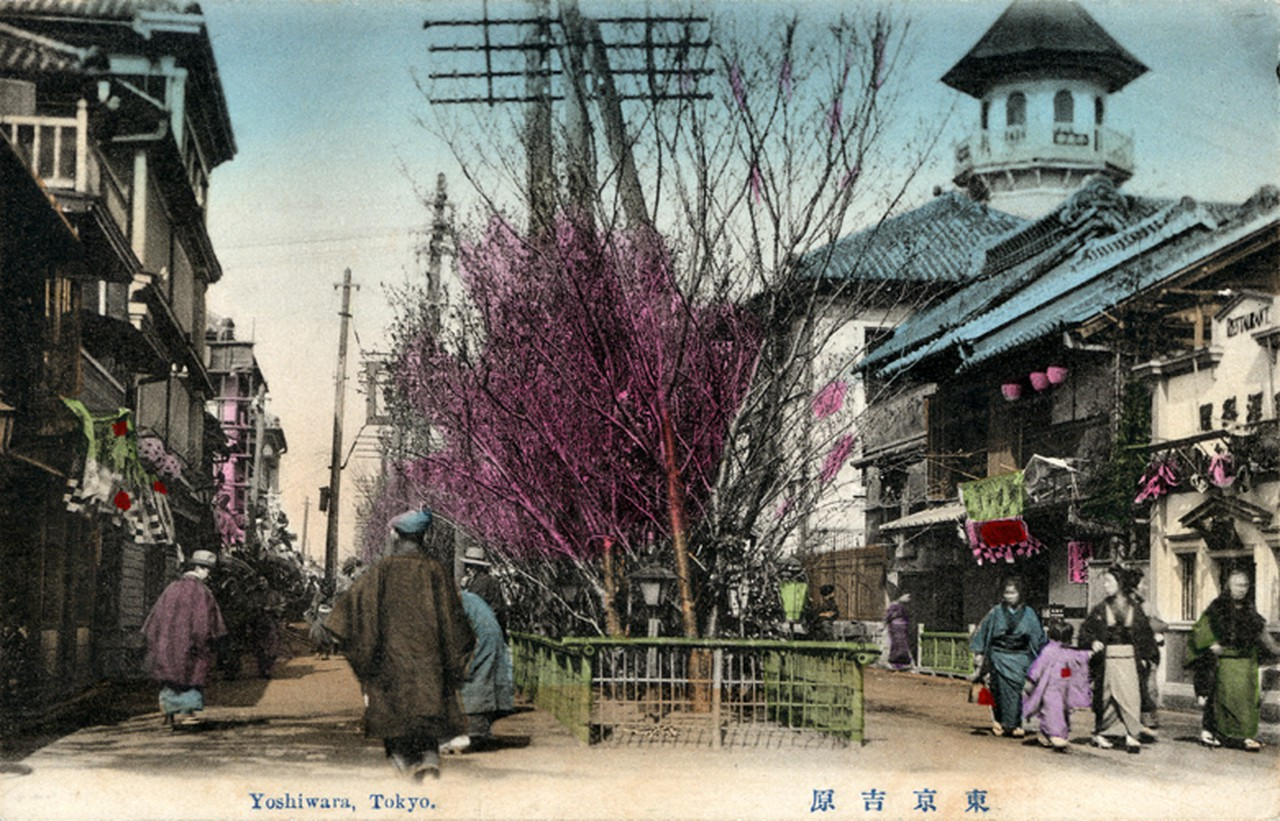
Tokyo Yoshiwara, quartier de plaisir, carte postale ancienne.

À l'heure actuelle, la prostitution est plutôt bien considérée à Tokyo pour ses prestations de haut niveau et sa clientèle importante. Elle continue à prospérer en raison de la position de Tokyo comme l'une des cinq villes principales pour l'industrie et le commerce. La clientèle, faite d'hommes d'affaires, de commerçants aussi bien que de touristes, continue de recourir aux services des prostituées et sont à l'origine de profits économiques importants pour la métropole asiatique.
La légalité de la prostitution à Tokyo est constamment débattue. En dépit d'un décret de 1956 précisant que « nul ne peut se prostituer ni devenir un client… », la légalité des actes sexuels, mis à part le coït est habituellement admise. Bien que différents mouvements d'opinion tentent régulièrement de légaliser ou, au contraire, de criminaliser toute forme de prostitution librement consentie, la loi de 1956 paraît résister à l'épreuve du temps et aux efforts d'amendements répétés. Divers échappatoires, interprétations libérales de la loi et contournements ont permis à l'industrie du sexe de se développer et de rapporter, bon an mal an, un gain estimé à 2,5 milliards de yens (environ 19 millions d'euros en 2009).
On remarque au Japon l'existence de réseaux parallèles ou informels, pratiquement absents dans les autres sociétés occidentalisées, de prostitution de jeunes filles et d'adolescentes scolarisées.

## Qualifications
Bien des mots ont été et/ou sont utilisés pour désigner l'industrie du sexe au Japon :
- Baishun (売春?), littéralement « vente de printemps » ou « vente de jeunesse », est un pur euphémisme d'un terme légal utilisé, par exemple, dans le titre de la Loi Anti-Prostitution du 1er avril 1957 Baishun-bōshi-hō (売春防止法?)). La signification actuelle de ce terme est spécifique et habituellement utilisée pour la prostitution illégale.
- Mizu shōbai (水商売?), littéralement « commerce de l'eau », est un terme plus large qui couvre l'industrie de la distraction dans son ensemble (légale, illégale et à la limite des deux).
- Fūzoku (風俗?)[Note 3], littéralement « moralité publique » ou « mœurs », est communément utilisé pour désigner l'industrie du sexe bien que ce terme recouvre également les dancings et les salles de jeu. Le terme plus spécifique de seifūzoku (性風俗?), « moralité sexuelle », est employé plus volontiers s'appliquant à l'industrie du sexe. Le terme provient d'une loi réglementant tout travail qui « touche », à la « morale publique » (Cf ci-dessous la section « statut légal »).

## Histoire

### Époque de Kamakura
Au XIIIe siècle la prostitution est rarement une activité principale : les femmes la pratiquant étaient en général danseuses, musiciennes ou saltimbanques. Elles sont organisées collectivement et leurs associations bénéficient d'une reconnaissance officielle, d'une protection par les pouvoirs publics et de droits de circulation garantis. Elles ne semblent pas avoir fait l'objet de mépris ou de discrimination de la part du reste de la population, et on connait au moins un cas de procès opposant des prostituées à un seigneur concernant des prélèvement abusifs de taxes remporté par les plaignantes. On distingue principalement trois types de courtisanes:
- les asobime qui officient dans les ports et les navires sillonnant la mer intérieure ;
- les kugutsu qui officient dans les auberges le long des principales routes terrestres ;
- les shirabyōshi qui officient chez les nobles, qu'elles soient à demeure ou itinérantes.

De nombreux personnages de haut rang étaient fils de courtisanes, sans que cela ne semble leur avoir porté préjudice, dont Yoshitsune.

### Époque d'Edo

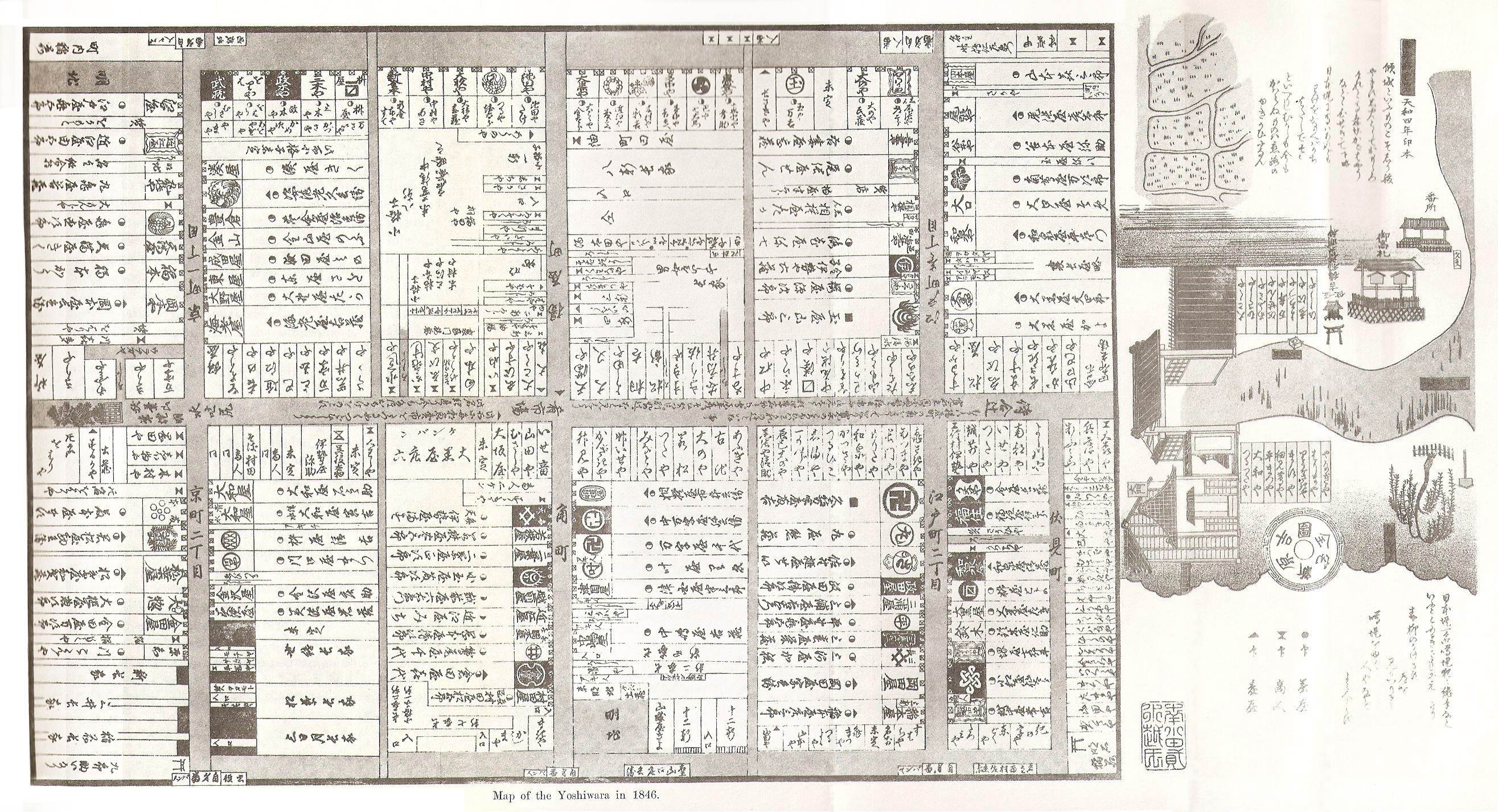
Carte de Yoshiwara en 1846.

En 1617, le shogunat Tokugawa promulgue un édit restreignant la prostitution à certains lieux situés hors des agglomérations. Les plus connus d'entre eux sont Yoshiwara à Edo (présentement Tokyo), Shinmachi à Osaka et Shimabara à Kyoto.
Les prostituées et courtisanes étaient désignées sous l'appellation de yūjo (遊女), « femmes de plaisir » et hiérarchisées en fonction d'un classement complexe, avec, au sommet, les oirans puis, par la suite, les tayūs. Les lieux de prostitution étaient clos de murs et gardés afin d'en assurer à la fois le contrôle d'accès et la taxation. Les rōnin, samouraïs sans maître, étaient interdits d'entrer et les prostituées de sortir sauf une fois l'an pour aller voir les sakura (cerisiers en fleurs) et visiter leurs proches sur leur lit de mort.
À partir du XVe siècle, les Chinois, Coréens et autres peuplades d'Extrême-Orient ont fréquenté les lupanars japonais. Cette pratique est entretenue ensuite par les visiteurs venus d'Occident, surtout des marchands européens souvent accompagnés par leur équipe de lascars recrutés dans le sous-continent Indien (en sus d'Africains dans un certain nombre de cas). Tout a débuté avec l'arrivée des Portugais au Japon au cours du XVIe siècle, lorsque les Japonais ont pensé que les Portugais étaient des Tenjiku (Habitants Célestes), nom japonais désignant l'Inde (en des temps reculés, ce nom avait été donné à l'Inde en raison de son importance dans la genèse du bouddhisme et le christianisme n'étant qu'une nouvelle religion indienne). Cette présomption erronée était due au fait que le siège de la Compagnie portugaise des Indes orientales était basé à Goa (Inde) mais aussi à l'obédience à la foi chrétienne des équipages servant sur les bateaux portugais.
Les Portugais, aidés en cela par leurs membres d'équipage, ont souvent été impliqués dans l'esclavage sexuel de Japonaises. Ils achetaient ou capturaient de jeune femmes et des filles qui leur servaient d'esclaves sexuelles sur leurs bateaux ou étaient exportées à Macao ou dans d'autres colonies portugaises d'Asie du Sud-Est, des Amériques et des Indes où se trouvait une forte proportion d'esclaves japonaises et de marchands, en particulier à Goa, au début du XVIIe siècle. Par la suite, d'autres Compagnies des Indes orientales, en particulier les Compagnies hollandaise et anglaise, ont également été impliquées dans la prostitution à l'époque où elles étaient implantées au Japon.

### Ère Meiji (1868 - 1912)
Le bakumatsu met fin à la politique d'isolation du Japon. Le flot des Occidentaux en direction du Japon amène un changement radical du Japon au cours de l'ère Meiji. Les écrivains japonais, notamment Ichiyō Higuchi, s'émeuvent des conditions de réclusion sordide dans laquelle vit la classe la plus basse des prostituées dans les « quartiers de plaisirs ». 
Mamichi Tsuda propose en 1869 la prohibition de la traite humaine, proposition acceptée en 1872 par le gouvernement, qui déclare libres les esclaves et les prostituées. Dans le même temps, la prostitution qui jusqu'alors n'était interdite que dans certaines régions et organisée dans d'autres, s'officialise à l'ensemble du pays, avec l'attribution de licences et l'instauration de taxes. La prostitution volontaire n'étant pas interdite, les proxénètes continuent de recruter de jeunes femmes, avec des promesses d'embauche comme « serveuses », avec contrat à durée fixe. Pour en garder le contrôle, ils prêtent aux parents une avance sur les gains futurs. Ces gains étant grevés de commissions et de lourdes charges de frais d'hébergement, d'entretien, de santé, de chauffage, de maquillage, frais financiers, etc., les jeunes femmes peinent à rembourser ce prêt, et ne peuvent donc s'échapper, une loi prévoyant leur interdiction de sortie des quartiers de bordels en cas de dette et avant l'expiration du terme du contrat. 
L'ordonnance no 16 du ministère de l'Intérieur, promulguée en 1908, pénalise la prostitution non officielle.

### Leskarayuki-sanetameyuki-san

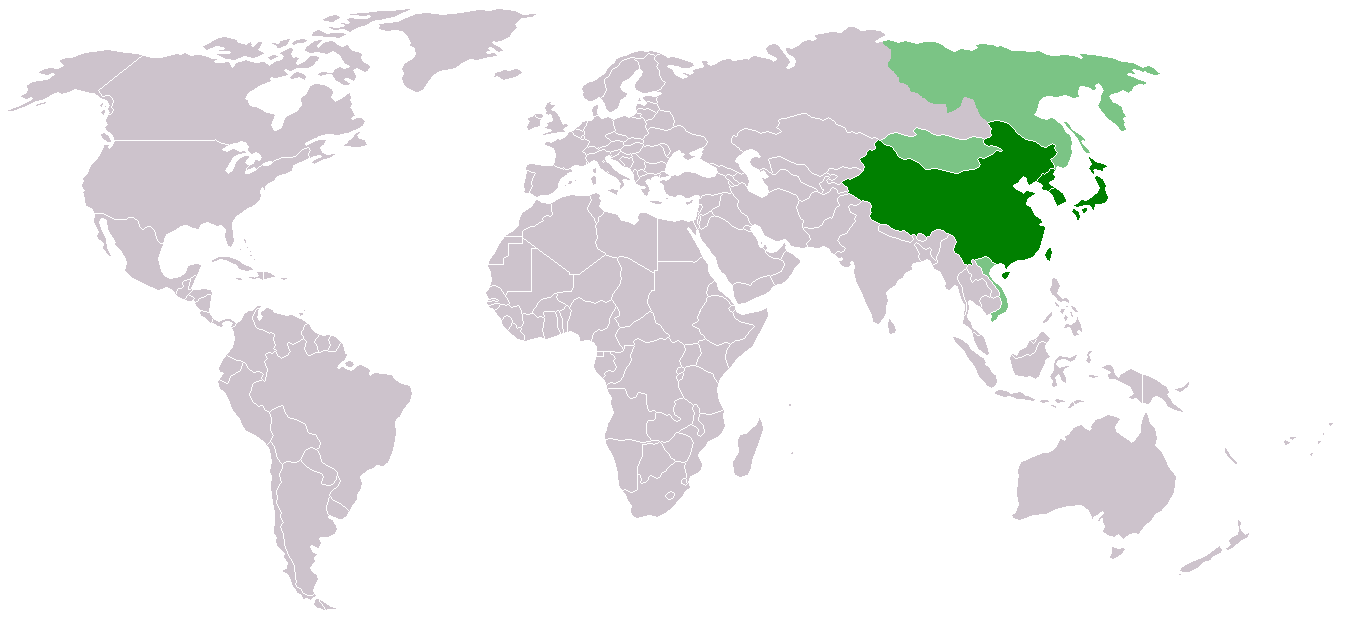
Carte regroupant les pays asiatiques de l'Est
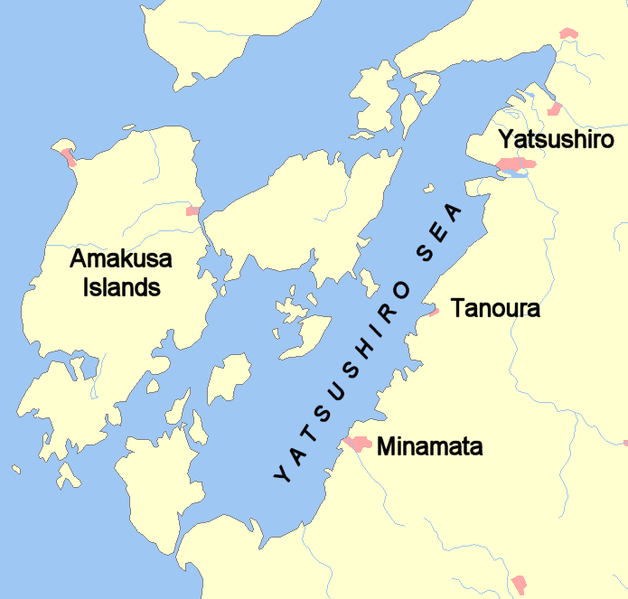
L'île d'Amakusa
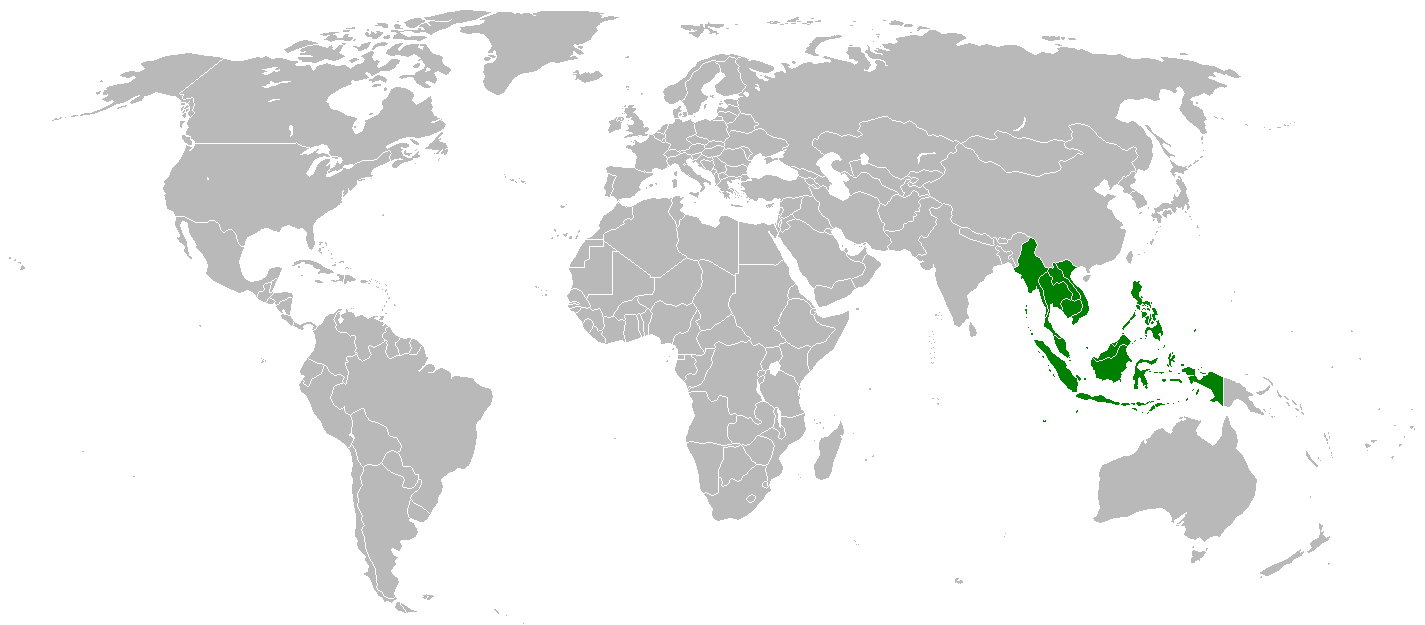
Carte des pays du Sud-Est asiatique

Malgré l'abolition de l'esclavage, la traite des femmes et le proxénétisme continue, le plus souvent par rapt, dol ou abus de confiance. Les karayuki-san (唐行きさん, littéralement « celles qui sont parties au-delà des mers ») sont des japonaises qui se sont expatriées dans les pays asiatiques de l'est et du sud-est au cours de la seconde moitié du XIXe siècle pour y travailler en tant que prostituées. Un grand nombre d'entre elles sont originaires de l'île d'Amakusa (préfecture de Kumamoto) qui possédait une importante communauté chrétienne longtemps pourchassée. 
Le même phénomène existe avec les ameyuki-san, destinées au trafic vers l'Amérique
Nombre de ces femmes expatriées comme karayuki-san sont issues de familles d'agriculteurs ou de pêcheurs peu fortunées. Les passeurs recrutent les jeunes filles dans les communautés pauvres en les achetant à leurs parents et prennent en charge leur expatriation en leur disant qu'elles partaient outre-mer pour le service public. Les mêmes passeurs revendent les filles à l'industrie du sexe. Grâce à l'argent tiré de ce commerce, les intermédiaires ouvrent, à l'étranger, un lupanar pour leur propre compte.
Les dernières années du l'ère Meiji ont été l'âge d'or pour le karayuki-san. Les filles expatriées étaient connues sous le nom de joshigun (娘子軍), ou « filles à soldats ». Néanmoins, avec l'internationalisation de ce qui était japonais, le commerce des karayuki-san a rapidement été considéré comme scandaleux. En 1920, la prostitution a été déclarée hors-la-loi et les bordels japonais de l'étranger fermés. Beaucoup de ces jeunes femmes sont rentrées au pays mais quelques-unes ont préféré rester.

### Ère Shōwa (1926 - 1989)
Dès la fin de la Seconde Guerre mondiale le gouvernement de Naruhiko Higashikuni ouvre à nouveau les lupanars sous la bannière Association pour les loisirs et l'amusement afin de satisfaire les soldats de la force Alliée d'occupation. Le 19 août 1945, le ministère de l'Intérieur japonais mandate les instances gouvernementales locales pour ouvrir des centres de prostitutions afin de préserver la « pureté » de la « race japonaise ». La déclaration officielle déclarait : « Grâce au sacrifice de milliers d' okichi de l'ère Shōwa, nous établirons une barrière pour écarter la folle frénésie des troupes d'occupations afin de cultiver et de maintenir la pureté de notre race dans le futur,  ». Les établissements sont rapidement ouverts par les conseillers du ministre Yoshio Kodama et Ryoichi Sasakawa. Quoi qu'il en soit, le SCAP abolit le système d'une prostitution encadrée dès 1946. En 1947, le Décret Impérial no 9 punit les personnes qui incitent des femmes à la prostitution mais la prostitution elle-même reste légale. Seule la loi anti-prostitution de 1956 (no 118 dont la promulgation dès le 24 mai 1956 a été stimulée par la progression alarmante du nombre de maladies sexuellement transmissibles parmi les soldats des forces d'occupation du Japon) a rendu la prostitution organisée illégale; tout au moins sous certaines formes.
Après la guerre du Pacifique, le karayuki-san devient un fait peu connu concernant le bas-ventre au Japon d'avant la guerre. Cependant, en 1972 le film Sandakan N° 8 de Tomoko Yamazaki fait prendre conscience de ce qu'était le karayuki-san et encourage des recherches et des publications ultérieures à son sujet.
Les principales destinations des karayuki-san étaient la Chine, Hong Kong, les Philippines, Bornéo, la Thaïlande et l'Indonésie. Elles étaient aussi dirigées vers les colonies Occidentales d'Asie en raison d'une forte demande émanant du personnel militaire. On rapporte[style à revoir] également des cas de japonaises envoyées dans des contrées lointaines comme la Sibérie, la Mandchourie, Hawaii, l'Amérique du Nord (Californie) ainsi qu'en Afrique (Zanzibar).
Des femmes venues d'autres pays asiatiques, étrangères au Japon, et travaillant comme danseuses, chanteuses, hôtesses et stripteaseuses de la seconde moitié du XXe siècle étaient et sont encore désignées sous le vocable de japayuki-san (« celles qui sont venues au Japon »). Elles ont fait l'objet de controverses.

## Situation actuelle de la prostitution

### Statut légal
L'article 3 de la loi anti-prostitution de 1957 indique que « Nul ne peut faire de prostitution ou en être le client » sans qu'aucune peine coercitive soit prévue. Par contre, les faits suivants sont punis : sollicitations à la prostitution, procurer une personne en vue de prostitution, obliger une personne à se prostituer, recevoir une compensation en raison de la prostitution d'une autre personne, induire une personne à se prostituer moyennant une « avance », conclure un contrat dans le but qu'une personne se prostitue, fournir un local pour une prostitution, s'impliquer dans le recrutement de prostituées et, enfin, fournir de l'argent pour la prostitution.
Cependant, la définition de la prostitution est strictement limitée au rapport sexuel vaginal. Cela veut dire que sont exclus du champ d'application de la loi des actes sexuels tels que fellations, sodomies et autres actes sexuels sans pénétration vaginale. Le Businesses Affecting Public Morals Regulation Law (風俗営業取締法, Fūzoku eigyō torishimari hō, 1948) amendé en 1985 puis en 1999 réglemente ce commerce.
L'industrie du sexe japonaise utilise de nombreux euphémismes pour masquer son commerce :
- Soapland : sortes de lupanar, où des clients sont lavés, massés et ont des rapports sexuels avec des prostituées. C'est le seul type d'établissement où le coït vaginal est possible[12] ;
- Fashion-health massage (ファッションヘルス, fasshon herusu?), qui offrent une vaste gamme d'actes sexuels mais sans qu'il y ait coït pour respecter les termes de la loi ;
- Pink salon (ピンクサロン, pinku saron?, litt. « salon rose »), spécialisé dans la fellation ;
- Image club (イメージクラブ, imēji kurabu?) ou simplement imekura (イメクラ?), sorte de lupanar dans lequel les prostituées portent les vêtements suggérant une profession donnée (chirurgien, soubrette ou écolière par exemple) - ce qui les différencient des fashion-health - en fonction du goût ou du désir du client mais toujours modifiés pour les rendre sexuellement attirantes. Les actes sexuels sont limités aux fellations toujours pour respecter la loi (cf cosplay) ;
- Call girls officiant via des services de delivery health ;
- Des indépendantes peuvent être contactées par des telekura (téléphone clubs), où les clients paient pour s'assoir dans une alcôve et recevoir des appels des femmes participantes, qui peuvent éventuellement convenir d'un rendez-vous lorsqu'elles le souhaitent. De nos jours, les telekura se contentent de fournir une liste de numéros de téléphones portables que leurs clients peuvent appeler. Lorsque la jeune fille est mineure, de tels actes de prostitutions ont le nom d'enjo kōsai (援助交際?, litt. « relations d'entraide » ou « sortie pour soutenir », en abrégé, enkō) ou pudiquement « rendez-vous compensé » pour éviter tout problème avec la loi (voir plus bas).
- Papa-katsu (パパ活）similaire au concept de sugar daddy.

Dans les soapland ou fashion health, les recruteurs (ou rabatteurs) ne travaillent pas forcément pour le salon, ils peuvent travailler pour une agence spécialisée, ou être indépendants. L'agence et le recruteur gagnent ensuite 10 à 15 % des revenus de la prostituée.

### La prostitution en chiffres
L'industrie du sexe est florissante au Japon où elle représente 1 % du PIB, équivalent au budget de la défense nationale. D'après l'étude de Takashi Kadokura, économiste au Daichi Life Research Institute Inc., le marché japonais de l'industrie du sexe (fuzoku sangyo) a atteint 2,37 trillions de yens en 2001 contre 1,7 trillions en 1991.
En 2000, 13,6 % des hommes japonais avouent avoir payé pour du sexe alors qu'ils sont 0,3 % aux États-Unis, 0,6 % au Royaume-Uni, 1,1 % en France et 2,8 % aux Pays-Bas.
Au mois d'août 2008, on estimait à plus de 150 000 le nombre de femmes étrangères au Japon qui étaient prostituées. Le rapport de la Police Nationale Japonaise fait état que, sur les 165 femmes étrangères arrêtées pour atteinte à la moralité publique dans l'exercice de leur métier (売春防止法違反) en 2007, 37 (43,5 %) étaient originaires de Chine, 13 (15,3 %) de Thaïlande, 12 (14,1 %) de Taïwan et de Corée,.

## Prostitution de mineurs

### Statut légal
Jusqu'en 1997, Tōkyō et Nagano étaient les seules zones au Japon où étaient autorisés les rapports sexuels tarifiées avec une personne consentante de plus de 13 ans, l'âge de la majorité sexuelle étant de treize ans au Japon. Seuls les rapports sexuels avec un enfant de moins de 13 ans étaient illégaux. Une nouvelle loi japonaise a pris effet le 16 décembre 1997, faisant du commerce sexuel avec un mineur en dessous de 18 ans un acte criminel pouvant donner lieu à un an d'emprisonnement et une amende équivalent à 2 600 livres sterling.
De plus, ce n'est qu'en 2003 que le Japon a promulgué des lois réprimant la production, la distribution, la vente et la possession de pornographie enfantine, s'alignant en cela sur les pays occidentaux. Selon la police nationale, 935 cas de pédopornographie ont été recensés en 2009, soit une hausse de 38,3 % par rapport à 2008. Ces cas concernaient 411 enfants âgés de moins de 18 ans (+ 21,6 %), chiffre le plus élevé depuis le lancement de statistiques en 2000. 650 personnes ont été déférées à la justice, dont seize parents de victimes. 507 affaires ont été repérées via Internet, soit près du double qu'en 2008. En 2010, 1 342 cas ont été comptabilisés, impliquant 618 mineurs. En 2011, 1 455 cas ont été comptabilisés, impliquant 638 mineurs, dont 105 ayant moins de douze ans.

### Enjo kōsai
L' enjo kōsai est une pratique typiquement japonaise où des jeunes filles sont payées par des hommes plus âgés pour les accompagner (escort girl) et parfois pour se prostituer. Une partie non négligeable des étudiantes japonaises (voire lycéennes et collégiennes, notamment parmi les kogaru) sont amenées à se prostituer occasionnellement, soit volontairement, soit à la suite de requêtes d'hommes qui les abordent. D'après un rapport de la National Police Agency en 1996, « un tiers des cas de prostitution connus impliquent des adolescents. (…) Environ un quart des étudiantes japonaises entre 12 et 15 ans auraient participé à des conversations téléphoniques roses. Les conversations sont prévues à des dates fixées à l'avance et sont généralement sujettes à un accord préalable pour un service sexuel particulier, au prix fixé. »
Les relations qu'entretiennent ces jeunes filles avec les hommes qui les payent suscitent de vives critiques envers le statu quo (l’enjo kōsai est parfaitement légal au Japon) entretenu par les autorités et eu égard à l'ampleur du phénomène. La faible médiatisation du phénomène au sein de la société japonaise rend d'autant plus difficile son analyse à l'étranger.